# ドナルドの新兵さん
『ドナルドの新兵さん』（ドナルドのしんぺいさん、原題：The Old Army Game）は、ウォルト・ディズニー・プロダクション（現：ウォルト・ディズニー・カンパニー）が製作した1943年11月5日公開のアニメーション短編映画作品である。ドナルドダック・シリーズの第47作である。

## あらすじ
就寝時間にこっそり抜け出し、夜遊びをしていたドナルドであったが、上官のピートにバレてしまい・・・。

## スタッフ
- 製作：ウォルト・ディズニー
- 脚本：ジャック・ハンナ
- 音楽：ポール・J・スミス
- 監督：ジャック・キング

## キャスト
| キャラクター   | 原語版               | 旧吹き替え版 | 新吹き替え版 |
| -------------- | -------------------- | ------------ | ------------ |
| ドナルドダック | クラレンス・ナッシュ | 関時男       | 山寺宏一     |
| ピート         | ビリー・ブレッチャー | 遠藤征慈     | 大平透       |
| 新兵           | ?                    | ?            | ?            |
| ナレーター     | -                    | 土井美加     | -            |

## 日本での公開

### 収録
- 『ドナルドダック・クロニクル Vol.2 限定保存版』（DVD、ブエナ・ビスタ・ホーム・エンターテイメント、新吹き替え版）